# 拜尼奥莱
拜尼奥莱（法語：Baignolet，法語發音：[bɛɲɔlɛ]）是法国厄尔-卢瓦省的一个旧市镇，位于该省东南部，属于沙特尔区。2016年1月1日，拜尼奥莱和相邻的另外3个市镇合并为新市镇博斯地区埃奥勒（Eole-en-Beauce）。

## 地理
拜尼奥莱（48°10'22"N, 1°37'20"E）面积10.07 平方千米，位于法国中央-卢瓦尔河谷大区厄尔-卢瓦省，该省份为法国北部内陆省份，北起顺时针与厄尔省、伊夫林省、埃松省、卢瓦雷省、卢瓦-谢尔省、萨尔特省和奧恩省接壤。
与拜尼奥莱接壤的市镇（或旧市镇、城区）包括：博斯地区埃奥勒、库尔伯艾、桑什维尔、维亚邦、科尼河畔丰特奈、凡-拉福利。

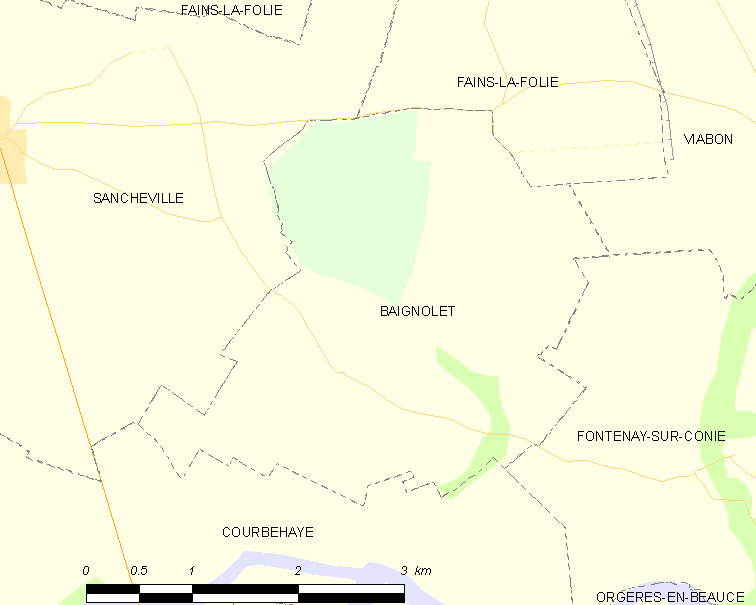
拜尼奥莱的OSM定位图

拜尼奥莱的时区为UTC+01:00、UTC+02:00（夏令时）。

## 行政
拜尼奥莱的邮政编码为28150，INSEE市镇编码为28020。

## 政治
拜尼奥莱所属的省级选区为莱维拉日沃韦安县。

## 人口

1962-2008年间拜尼奥莱人口变化图示

拜尼奥莱于2018年1月1日时的人口数量为111人。